# Dino Hotić
Dino Hotić (ur. 26 lipca 1995 w Lublanie) – bośniacki piłkarz, występujący na pozycji prawoskrzydłowego w emirackim klubie Ajman Club.

## Kariera klubowa
Swoją piłkarską karierę Hotić rozpoczynał w juniorach takich klubów jak: NK Domžale (2005-2008), NK Bravo (2008-2011) i NK Maribor (2011-2013). W 2013 roku został członkiem pierwszego zespołu Mariboru i 2 marca 2013 zadebiutował w nim w słoweńskiej pierwszej lidze w wygranym 4:1 domowym meczu z NK Triglav Kranj. W debiutanckim sezonie wywalczył z Mariborem tytuł mistrza Słowenii oraz zdobył Puchar Słowenii.
W sezonie 2013/2014, w którym Maribor został mistrzem kraju, Hotić został wypożyczony do drugoligowego NK Veržej. Swój debiut w nim zaliczył 10 sierpnia 2013 w przegranym 0:3 domowym meczu z NK Dob.
Po powrocie do Mariboru Hotić wywalczył z tym klubem mistrzostwo Słowenii w sezonie 2014/2015, a w sezonie 2015/2016 - wicemistrzostwo i puchar kraju. W sezonie 2015/2016 był przez pół rundy zawodnikiem NK Krško, do którego był wypożyczony i w którym swój debiut zanotował 27 lutego 2016 w zwycięskim 1:0 wyjazdowym meczu z NK Rudar Velenje. Od lata 2016 ponownie był zawodnikiem Mariboru. W sezonach 2016/2017 i 2018/2019 wywalczył dwa mistrzostwa kraju, a w sezonach 2017/2018 i 2019/2020 - dwa wicemistrzostwa.
6 stycznia 2020 Hotić został zawodnikiem belgijskiego Cercle Brugge, do którego trafił za 1,2 miliona euro. W barwach tego klubu swój debiut zaliczył 19 stycznia 2020 w przegranym 1:2 domowym meczu z Royalem Antwerp FC.
W 2023 roku Hotić trafił do Lecha Poznań. W klubie tym przez dwa sezony rozegrał 49 spotkań i zdobył 5 bramek, przyczyniając się do zdobycia tytułu Mistrza Polski w sezonie 2024/2025. W czerwcu 2025 podpisał kontrakt z Ajman Club ze Zjednoczonych Emiratów Arabskich.
| Sezon   | Klub          | Kraj     | Rozgrywki       | Mecze | Gole |
| ------- | ------------- | -------- | --------------- | ----- | ---- |
| 2012/13 | NK Maribor    | Słowenia | Prva SNL        | 3     | 0    |
| 2013/14 | NK Maribor    | Słowenia | Prva SNL        | 3     | 0    |
| 2013/14 | NK Veržej     | Słowenia | Druga SNL       | 18    | 9    |
| 2014/15 | NK Maribor    | Słowenia | Prva SNL        | 4     | 0    |
| 2015/16 | NK Maribor    | Słowenia | Prva SNL        | 4     | 0    |
| 2015/16 | NK Krško      | Słowenia | Prva SNL        | 13    | 1    |
| 2016/17 | NK Maribor    | Słowenia | Prva SNL        | 28    | 2    |
| 2017/18 | NK Maribor    | Słowenia | Prva SNL        | 30    | 4    |
| 2018/19 | NK Maribor    | Słowenia | Prva SNL        | 29    | 9    |
| 2019/20 | NK Maribor    | Słowenia | Prva SNL        | 19    | 4    |
| 2019/20 | Cercle Brugge | Belgia   | Eerste klasse A | 7     | 1    |
| 2020/21 | Cercle Brugge | Belgia   | Eerste klasse A | 32    | 4    |

## Kariera reprezentacyjna
Hotić ma za sobą występy w młodzieżowych reprezentacjach Słowenii na szczeblach U-17, U-19 i U-21. Następnie zdecydował się reprezentować Bośnię i Hercegowinę. W reprezentacji Bośni i Hercegowiny zadebiutował 18 listopada 2019 w wygranym 3:0 meczu eliminacji do Euro 2020 z Liechtensteinem, rozegranym w Vaduz.

## Sukcesy

### NK Maribor
- Mistrzostwa Słowenii: 2012/2013, 2013/2014, 2014/2015, 2016/2017, 2018/2019
- Puchar Słowenii: 2016

### Lech Poznań
- Mistrzostwo Polski: 2024/2025